# 15220 Sumerkin
15220 Sumerkin eller 1981 SC7 är en asteroid i huvudbältet som upptäcktes den 28 september 1981 av den sovjetisk-ryska astronomen Ljudmila Zjuravljova vid Krims astrofysiska observatorium på Krim. Den är uppkallad efter Yurij Vasil'evich Sumerkin.